# Saint-Marcel-sur-Aude
Saint-Marcel-sur-Aude település Franciaországban, Aude megyében. Lakosainak száma 2019 fő (2022. január 1.). Saint-Marcel-sur-Aude Ginestas, Marcorignan, Moussan, Saint-Nazaire-d’Aude és Sallèles-d’Aude községekkel határos.

## Népesség
A település népessége az elmúlt években az alábbi módon változott:
| Lakosok száma | 878  | 927  | 1097 | 1509 | 1833 | 1953 | 2005 | 2020 | 2028 | 2019 |
|               | 1968 | 1982 | 1990 | 2006 | 2013 | 2015 | 2017 | 2019 | 2020 | 2022 |